# Moneda d'or
Les monedes d'or s'han utilitzat des de temps immemorial. L'or s'ha utilitzat durant molt de temps com a símbol de riquesa i estatus, en l'actualitat hi ha encara moltes monedes d'or de curs legal o utilitzades com a inversió.

## Monedes d'inversió

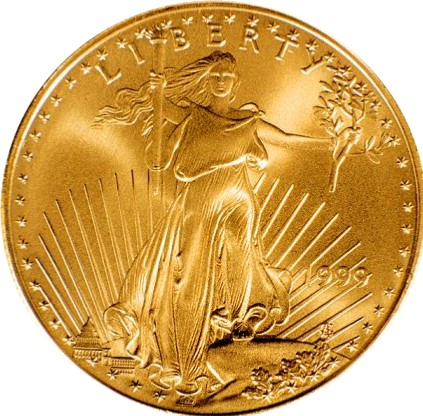
American Gold Eagle

Altres monedes corrents:
- Austrian Philharmonic
- Britannia britànica
- Panda Xinès
- Gold Dinar
- txervonets Russos
- Vreneli Suïssa